# Koralinske alge
Koralinske alge (lat. Corallinaceae), porodica crvenih algi, dio reda Corallinales. Postoji 173 vrste.
Vrste ovih algi u svoja tijela ugrađuju kalcijev karbonat što im daje čvrstoću, pa su često tvrde poput kamena.

## Rodovi
- Aquirrea† Teichert, Woelkerling & Munnecke, 1
- Potporodica Chamberlainoideae Caragnano, Foetisch, Maneveldt & Payri, 30
  1. Chamberlainium Caragnano, Foetisch, Maneveld & Payri, 10
  2. Pneophyllum Kützing, 20
- Potporodica Corallinaceae incertae sedis Caragnano et al., 1
  1. Parvicellularium Caragnano, Foetisch, Maneveldt & Payri, 1
- Potporodica Corallinoideae (Areschoug) Foslie, 123
  1. Alatocladia (Yendo) H.W.Johansen, 2
  2. Arthrocardia Decaisne, 11
  3. Bossiella P.C.Silva, 16
  4. Calliarthron Manza, 2
  5. Cheilosporum (Decaisne) Zanardini, 1
  6. Chiharaea H.W.Johansen, 4
  7. Crusticorallina K.R.Hind & P.W.Gabrielson, 4
  8. Masakiella Guiry & O.N.Selivanova, 1

  - Tribus Corallineae Areschoug, 31
    1. Corallina Linnaeus, 27
    2. Ellisolandia K.R.Hind & G.W.Saunders, 1
    3. Johansenia K.R.Hind & G.W.Saunders, 1
    4. Plectoderma Reinsch, 2

  - Tribus Janieae H.W.Johansen & P.C.Silva, 51
    1. Jania J.V.Lamouroux, 51
- Dermatolithon Foslie, 5
- Heteroderma Foslie, 5
- Litholepis Foslie, 1
- Mesolithon Maslov 	1
- Multisiphonia R.-C.Tsao & Y.-C.Liang, 2
- Paraphyllum Me.Lemoine, 1
- Pseudogymnosolen Y.Z.Liang & R.C.Tsao, 1
- Pseudolithothamnium Pfender 	2

## Vanjske poveznice
|  | Zajednički poslužitelj ima još gradiva o temi Corallinaceae |
|  | Wikivrste imaju podatke o taksonu Corallinaceae             |